# Klášter Admont
Opatství Admont (německy Stift Admont) je benediktinský klášter, situovaný ve vysokohorském alpském údolí řeky Enže v rakouském městě Admont. Je nejstarším a jediným dosud fungujícím klášterem ve Štýrsku, obsahuje největší klášterní knihovnu na světě a rozsáhlé sbírky přírodovědecké a umělecké. Je známý zejména svou barokní architekturou.
Poloha opatství je na hranicích hornatého Národního parku Gesäuse. Jméno Admont seodvozuje buď z latinského výrazu Ad montes , tj. „v horách“, nebo ze slovanského výrazu pro zurčící potok, který byl v této lokalitě přítokem Enže Adamonse.

## Historie

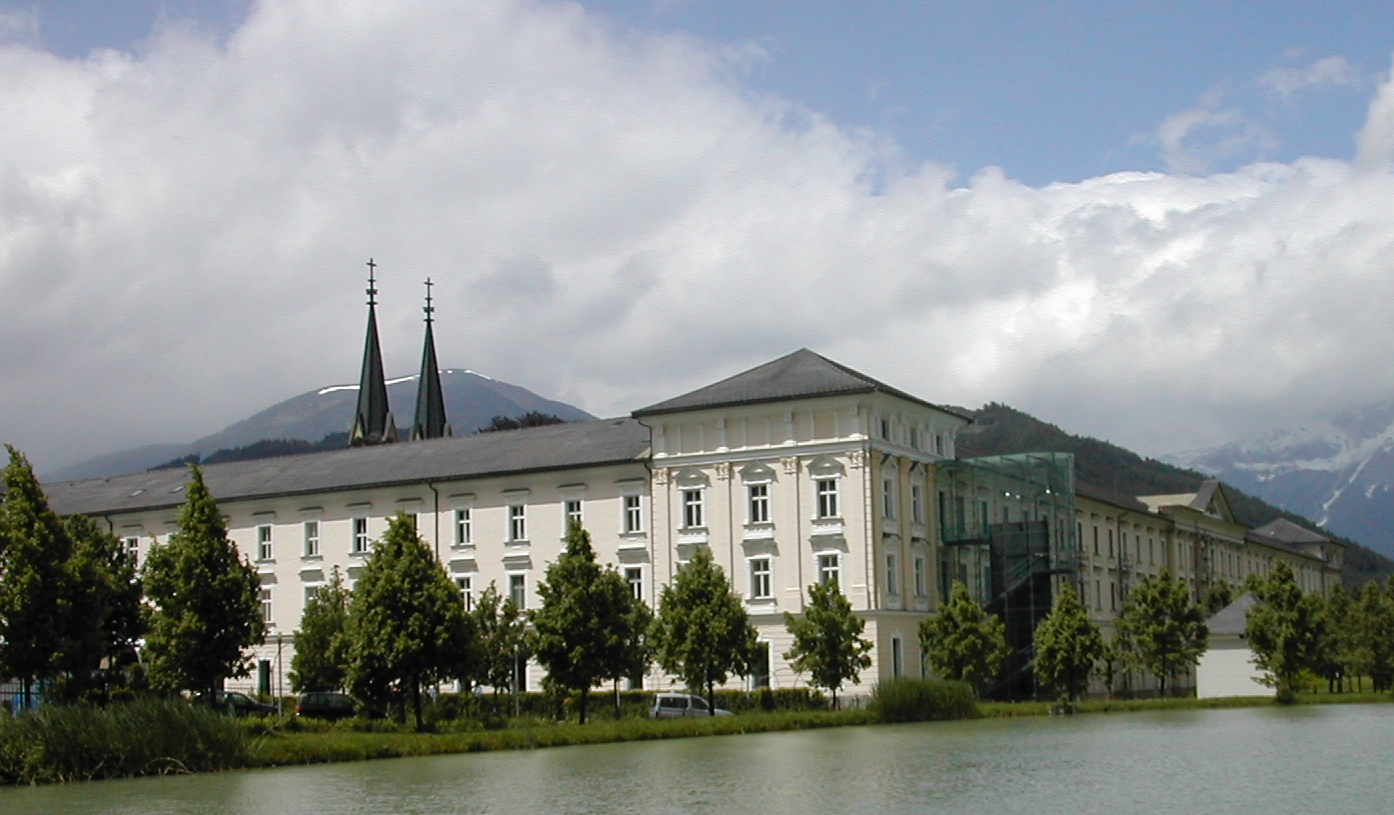

### Středověk
Opatství Panny Marie a sv. Blažeje založil na den sv. Michaela 29. září roku 1074 arcibiskup Gebhard ze Salcburku spolu se třemi biskupy a salcburským benediktinským opatem Arnem za hojné účasti štýrské šlechty, kléru i laiků. Fundaci umožnil odkaz dědictví korutanské hraběnky, později svatořečené Hemmy, alias Emy z Gurku. Usídlila se zde komunita mnichů z opatství svatého Petra v Salcburku pod vedením prvního opata Isingrina. Druhý opat Giselbert zde zavedl Clunyjskou reformu. Další z časných opatů byl Wolfhold z Freisingu (1115–1137), který přestavěl klášterní kostel na trojlodní baziliku s mramorovými sloupy a roku 1121 založil nedaleký ženský konvent benediktinek, především jako Damenstift pro vzdělávání dívek z bohatých rodin. Tato vzdělávací tradice zůstala v klášteře silná dodnes.
Románské stavby padly za oběť požáru z roku 1152, zůstalo po nich jen zdivo západního podvěží, dva portály druhotně vezděné na severní a na jižní straně kostela, a socha ležícího lva, požírajícího člověka, v současnosti instalovaná při vchodu do knihovny a do expozice Přírodovědného muzea a uměleckých sbírek, vpravo od pokladny.
Klášter prosperoval během celého středověku, zejména písařská a ilumnátorská dílna ve skriptoriu. Opat Engelbert z Admontu (1297–1327) byl slavný učenec a autor mnoha literárních děl. Dostavbu kostela o dlouhou hlavní loď a kaple s Božím hrobem vedl opat Wilhelm von Reissberg (1384–1391). Ve 14. století proslula zdejší stavební huť Niklase Velbachera.

### Renesance
Války proti Turkům a reformace vedly opata Valentina k rezignaci kvůli jeho reformním názorům; politické změny způsobily zdlouhavý pokles, ale s protireformací opatství kolem roku 1600 znovu vzkvétalo. Roku 1619 měl kostel 18 oltářů a monumentální náhrobek opata Gebharta . Kromě základní školy, později přestěhované do Judenburgu, zde byla činná řádová fakulta teologie a filosofie. Opat Albert z Mucharu byl dobře známý jako historik přednášející na Univerzitě ve Štýrském Hradci. Gymnázium bylo založeno roku 1644, a je činné po reformách do současnosti. Pro učební účely bylo založeno Přírodovědecké muzeum.

### Baroko
V letech 1628 - 1659 vládl uměnímilovný opat Urban Weber, který roku 1659 dosáhl infule preláta jako nejvyššího stupně pontifikálií. Rozšířil knihovnu o stovky svazků knih. Založil nedaleký zámek Röthelstein, užívaný jako opatská rezidence, a upravil mariánské poutní místo Frauenberg na návrší asi 8 kilometrů od kláštera. Klášter byl nadále nejvýznamnějším ve Štýrsku. Během 17 a v 18. století opatství bylo stavebně uzavřeno a kostel vyzdoben bohatými štukaturami a nástěnnými malbami. Výtvarná a hudební tvorba zde dosáhla vysoké kvality a šíře umělecké produktivity. Dochovaná paramenta, antependia a tapisérie patří k pracím světoznámé vyšívačské dílny laického bratra Benno Haana (1631–1720). Výzdobu kostela a kláštera obstarali malíři otec Martin Altomonte (1657–1745) a syn Bartolomeo Altomonte (1694–1783), Oltářní obrazy vytvořili Georg Bachmann (oltář s Umučením sv. Barbory) a Martin Johann Schmidt zvaný Kremser-Schmidt, a sochy Joseph Thaddäus Stammel, po požáru z roku 1865 jen z malé části dochovanou.

### Nová doba
Dne 27. dubna 1865 se rozhořel katastrofální čtyřdenní požár, který téměř zničil celý klášter. Zatímco konvent, umělecké sbírky a klášterní archiv byly v drtivé většině spáleny, knihovna byla zachráněna. Rekonstrukce byla započata v následujícím roce, projekt a stále nebyla úplná roku 1890.
Ekonomická krize v 30. letech 20. století donutila opatství prodat mnoho jeho uměleckých děl a během období nacismu byl klášter zrušen a mniši vystěhováni. Vrátili se roku 1946 a benediktinská komunita zde žije dodnes.
Od roku 1641 bylo opatství členem Salcburské kongregace, která byla roku 1930 sloučena s Rakouskou kongregací Benediktinské konfederace.

## Klášterní kostel

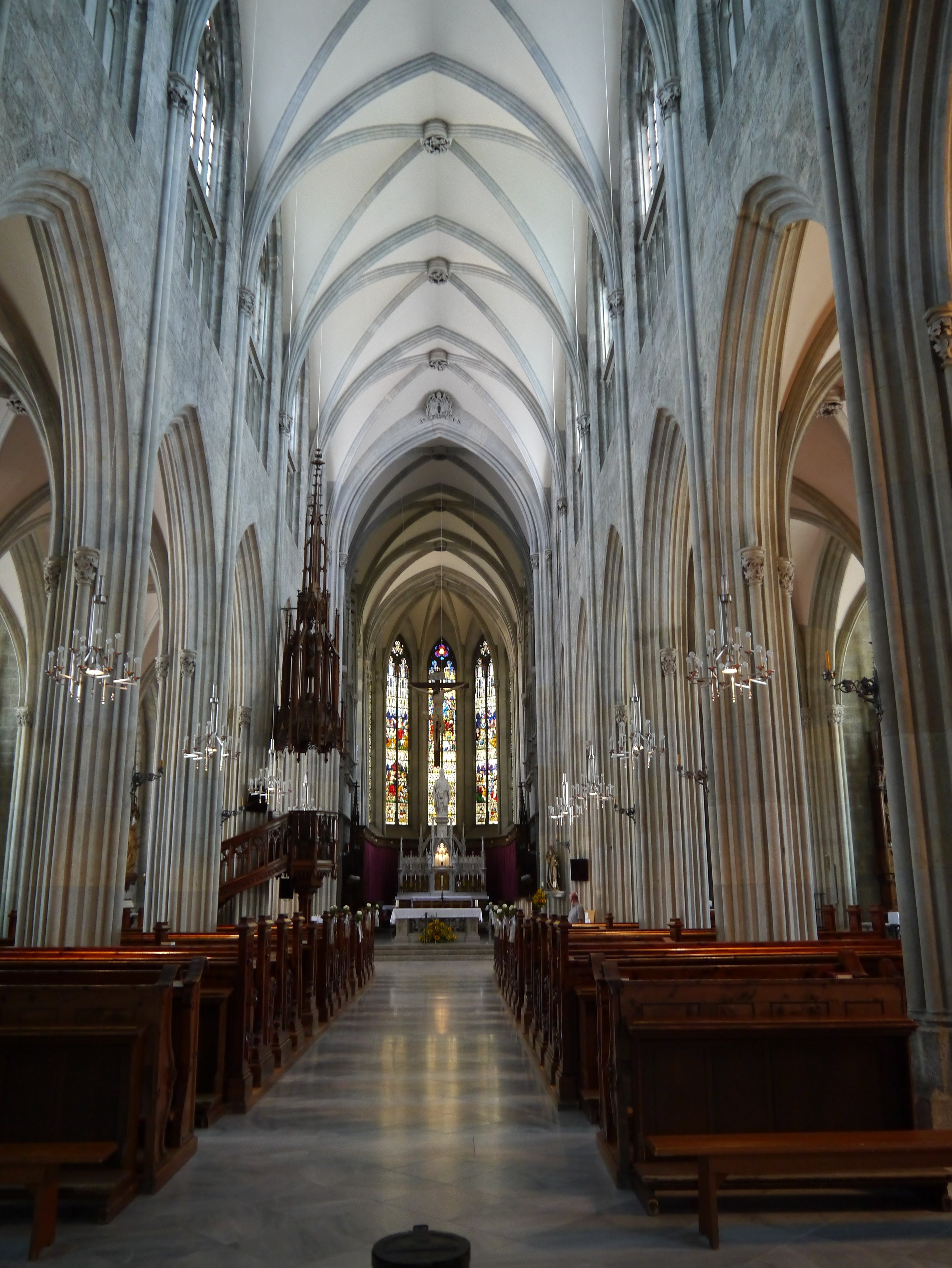
Interiér kostela

Nynější stavba kostela Panny Marie a svatého Blažeje je již pátá v pořadí. Předchozí stavby jsou doloženy archeologickými a stavebně historickými průzkumy a v expozici klášterního muzea prezentovány pomocí modelů.
Nejstarší chrám nahradila kolem roku 1121 románská trojlodní sloupová bazilika, kterou poničil požár z roku 1152. K její opravě došlo ještě za opata Gottfrieda I. do roku 1165. Opat Berthold II. dal kolem roku 1250 ke kostelu přistavět jako boční křídla dvě sakristie, první pro preciosa a paramenta, a druhou pro knihy a archiv. Obě se zčásti dochovaly a byly pojaty do současné stavby.
Gotickou přestavbu kostela zahájil roku 1276 opat Heinrich II. a jeho následovníci vedli admontskou stavební huť až do 15. století. Pozdně renesanční podoba kostela s novými štukovými klenbami, opatskou kryptou pod presbytářem a budovou konventu byla dokončena společně s dovršením náboženské protireformace za opata Matthiase Preiningera roku 1626, také hlavní oltář byl tehdy štukový. V barokním slohu přibylo několik oltářů a prospekt varhan.
Novostavbu trojlodní baziliky navrhl a zahájil štýrský architekt Wilhelm Bücher (1824–1888) na místě zničeného kostela po požáru ze 24. dubna 1865 ještě téhož roku. Je inspirována Řezenskou katedrálou a byla první církevní stavbou v Rakousku, postavenou v novogotickém stylu a s využitím moderních stavebních materiálů (portlandského cementu). Zdi shořelé stavby byly strženy s výjimkou závěru chóru a románského bočního portálu z 12. století. Dvě hranolové věže při západním průčelí chrámu jsou 75 a 74 metrů vysoké. Trojosá fasáda průčelí má po stranách trojbokého štítu sochy svatých Benedikta a jeho sestry Scholastiky, a v jeho vrcholu sochu svatého Blažeje, patrona kostela a opatství.
Interiér trojlodí člení bohatě profilované pilíře na střední loď s lichými arkádami v patře, a na dvě nižší boční lodi, zaklenuté křížovými klenbami. Obě boční lodi mají po pěti bočních kaplích a šesti oltářích. Kostel má 13 oltářů:
- Hlavní oltář: trojosá architektura z bílého mramoru má uprostřed tabernákl, ve schránkách menzy jsou vloženy relikvie pěti svatých a blahoslavených benediktinských mučedníků z roku 1896; ve vrcholu středního štítu stojí socha svatého Blažeje v biskupském oděvu (1895), z carrarského mramoru ji vytesal Josef Linser. Stěny šestibokého presbytáře byly v letech z 1698 až 1730 vyzdobeny šesti nástěnnými tapisériemi z vyšívačské školy pod vedením laického bratra Benno Haana (1531–1722).
- Pozdně gotický krucifix pod triumfálním obloukem z roku 1518 je připisován Andreasovi Lacknerovi.
- Okna chóru nad tapisériemi jsou vyplněna vitrážemi s výjevy z Mariina života, která roku 1914 provedla mnichovská dílna Franze Xavera Zettlera.
- Kaple a oltář Panny Marie: umělecky cenný barokní obraz Panna Maria Immaculata namaloval italský mistr Martino Altomonte, je obklopen patnácti vyřezávanými medailonky z tajemství Slavného růžence od Josepha Stammela. Obě díla byla vytvořena roku 1726, a s podstatnými opravami přežila oheň z roku 1856 i z roku 1904.
- Kaple svatého Benedikta – socha sv. Benedikta (1874), dílo Ignaze Brandstättera; barokní kříž – Kristův korpus pochází od Johanna Meinrada Guggenbichlera.
- Kaple sv. Šebestiána
- Kaple sv. Josefa: v oltářní nice je vyřezána skála a uvnitř Boží hrob, významná řezbářská práce Josefa Tadeáše Stammela z roku 1730
- Pohřební kaple s oltářem sv. Barbory – barokní obraz namaloval Georg Bachmann (1695)
- V další kapli je slavný Admontský betlém, dílo řezbáře Josefa Stammela. Betlém bývá vystaven ve dnech 25. prosince až 2. února.
- Kaple sv. Petra – barokní s krucifix od Josefa Stammela
- Kaple zakladatelů s oltářem svaté Hemmy z Gurku a oválným barokním obrazem svatého biskupa Ruperta ze Salcburku
- Kaple sv. Anny
- Kaple svatého Vincence
- Kaple sv. Scholastiky

Samostatně stojící barokní stavbou je kaple sv. Blažeje.

## Dnešek
Od roku 1958 byla ve zbytku příčného křídla kláštera, přiléhajícího z jižní strany k bazilice, adaptována moderní kaple sv. Benedikta a po té zdvižen sloup se sochou sv. Hemmy.
Komunitu tvoří kolem 27 mnichů a 54 laických zaměstnanců. Opatství je zodpovědné za 27 farností, provozuje základní školu s asi 600 žáky a domov důchodců ve Frauenbergu. Jeho různé podniky zahrnují vodní a lesní hospodářství, stavební oddělení, malířské a restaurátorské dílny, dvě restaurace, vinotéku, zahradnictví, lékárnu, aj. Mniší s praktikujícími studenty a starají se o správu klášterního muzea, knihovny a archivu, sbírek a o celoroční průvodcovskou službu.

## Knihovna

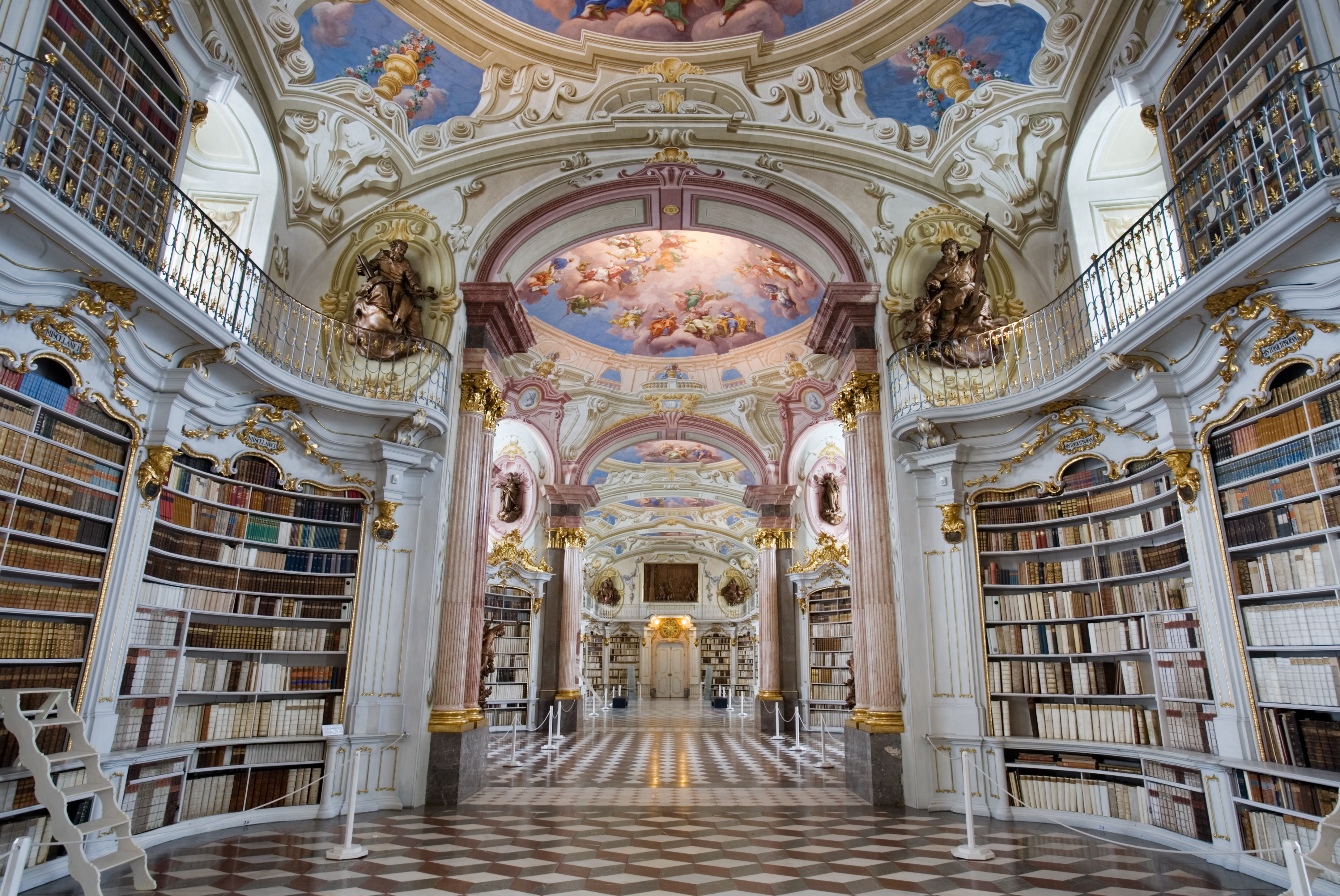
Knihovna v Admontu

Sál knihovny byl projektován a postaven roku 1776 architektem Josephem Hueberem. Je 70 metrů dlouhý, 14 metrů široký a 13 metrů vysoký, a je největší klášterní knihovnou na světě. Má podélnou dispozici ze sedmi navazujících prostor na půdorysu elips a kružnic, klenby s pasy jsou zaklenuty mělkými kupolemi a vyzdobeny štukaturami, zlaceném a freskami Bartolomea Altomonteho, zobrazujícími etapy lidského poznání, vědění až do Božího zjevení. Knihy jsou v patrových skříních podél stěn, jejich druhé patro je přístupno čtyřmi točitými schodišti, skrytými za dveřmi s maskou ze hřbetů knih. Obíhá je balkon s kovovým zábradlím. Osvětlení je zajištěno 48 okny a odráží se od barevnosti bílých stěn a skříní se zlatými motivy. Architektonické uspořádání a design vyjadřují ideály osvícenství a všeobecné přístupnosti vzdělávání. V knihovně je umístěno 70 000 svazků knih, celkový počet titulů je 200 000. Pod knihovním sálem je oddělení rukopisů a inkunábulí (prvotisků). Těch má opatství více než 1400. Nejstarší z nich pocházejí z opatství svatého Petra v Salcburku, odkud byly věnovány zakladatelem kláštera arcibiskupem Gebhardem.

## Pohřbení
- Gebhard ze Salcburku
- Engelbert z Admontu
- Anastázie Rurikovna
- Judita Švábská

## Muzeum

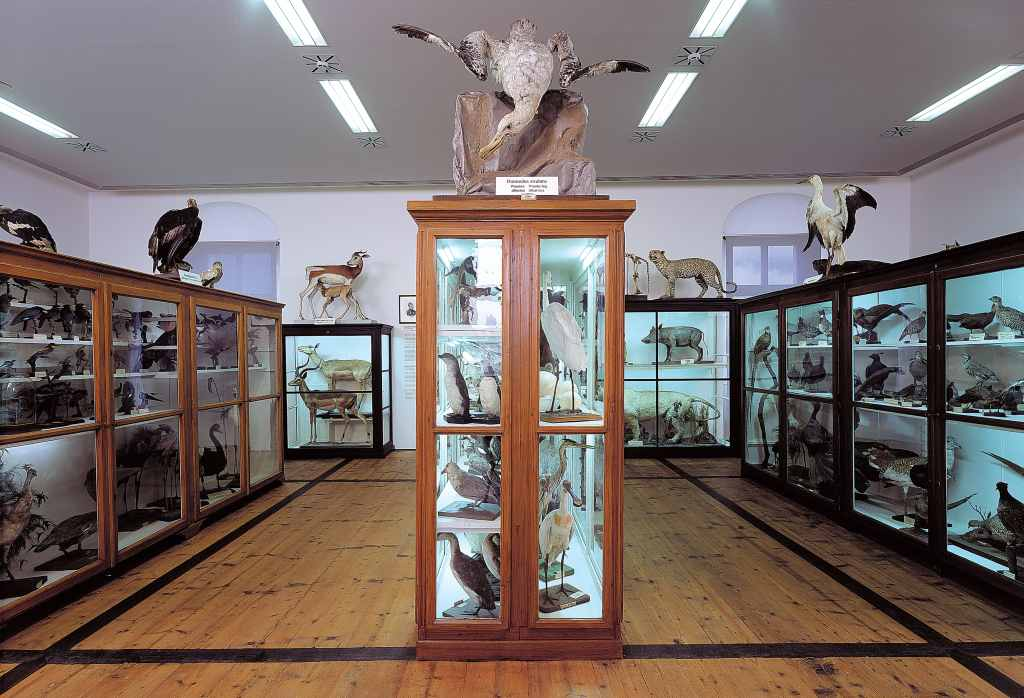
Přírodovědecké muzeum

Od barokního období opati nashromažďovali různé sbírky „kuriozit“, školní vyučovací a vědecké vzory přírodnin, které byly z větší části zničeny v ohni roku 1865. V rámci rekonstrukce otec Gabriel Strobl od roku 1840 začal nahrazovat ztracené sbírky, a vytvořil jádro moderních muzeí. Otec Strobl byl botanik, ale také systematicky zpracoval sbírky evropských savců, ptáků, hadů a sbírku hmyzu, jíž proslul jako jeden z největších entomologů své doby. Muzeum přírodní historie nyní obsahuje nejen zoologickou sbírku, více než 250 000 exemplářů hmyzu, včetně jedné ze tří největších sbírek dvoukřídlých v Evropě. Posledním přírůstkem je vycpaný africký lev, který obohatil sbírky jako exponát roku 2016.
Opatství dále vystavuje dvě umělecké sbírky sakrálního historického umění a moderního umění. Historická umělecká sbírka byla pro veřejnost zpřístupněna v roce 1959 otcem Adalbertem Krausem a od roku 1980 byla významně rozšířena. Současné muzeum bylo otevřeno v roce 2003. Základem jsou obrazy, sochy a klenotnice s preciosy a paramenty od doby románské do poloviny 20. století. Vynikají mezi nimi románská berla sv. Gebharda s hlavicí ze slonoviny z 11. století, gotický stříbrný cestovní oltářík biskupa Albrechta ze Šternberka s ametystovou deskou a konskeračním nápisem z roku 1375, gotická desková malba Ukřižování se sv. Rochem a donátory, barokní sluncová monstrance, několik kalichů, ciboria a procesní kříž s relikvií z roku 1503. Z parament vyniká gotická tzv. Gebhartova mitra s malbami ze 14. století, pozdně gotická smuteční kasule z černého sametu s aplikovaným krucifixem a dvojicí aliančních erbů z roku 1519, barokní baldachýn s výšivkami a skládací trůn (faldistorium). Barokní malbu zastupují zejména díla bratří Altomonte.
Od roku 1997 opatství také buduje sbírku současného umění, z velké části vytvořenou mladými rakouskými umělci.

## Galerie

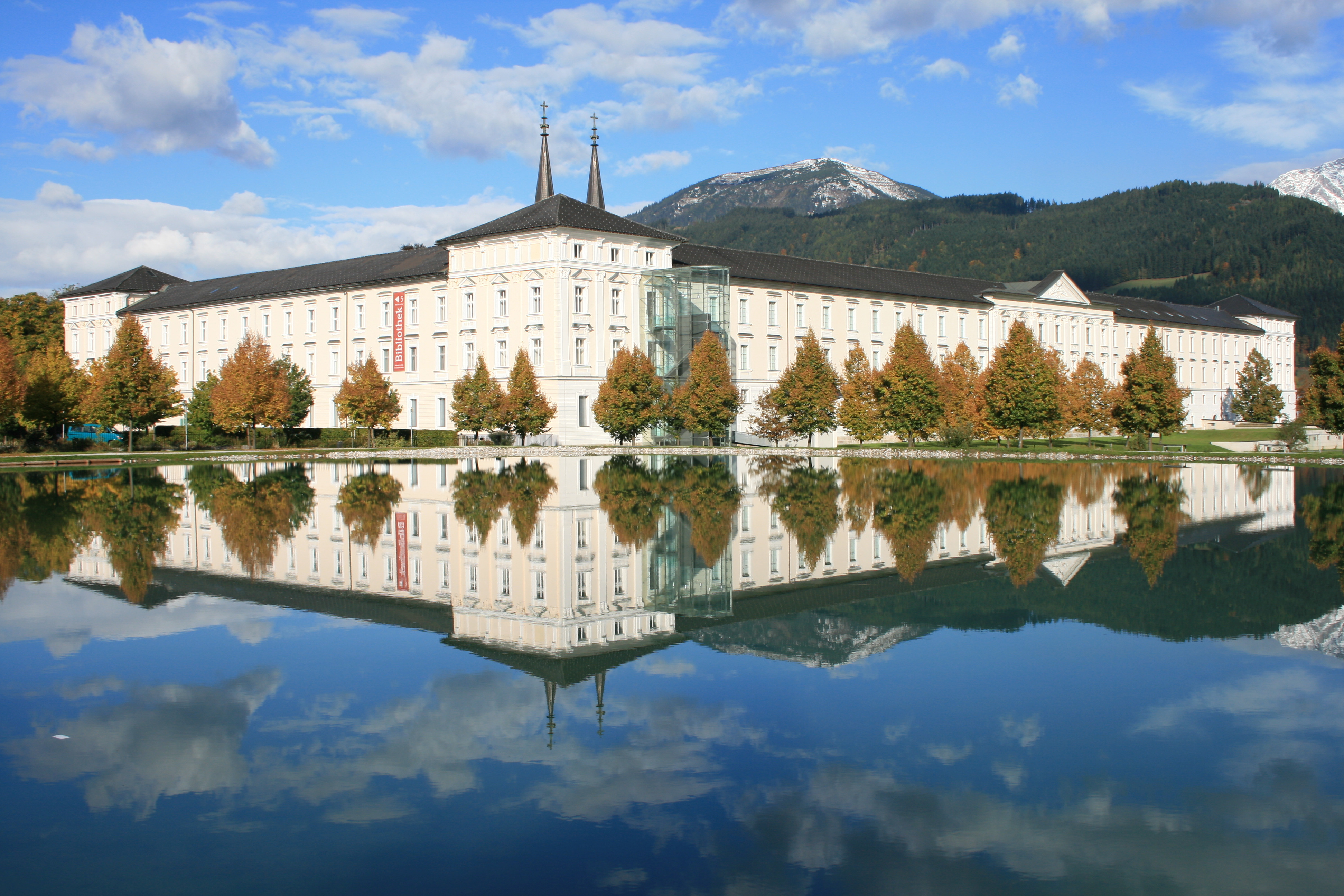
Admontské opatství
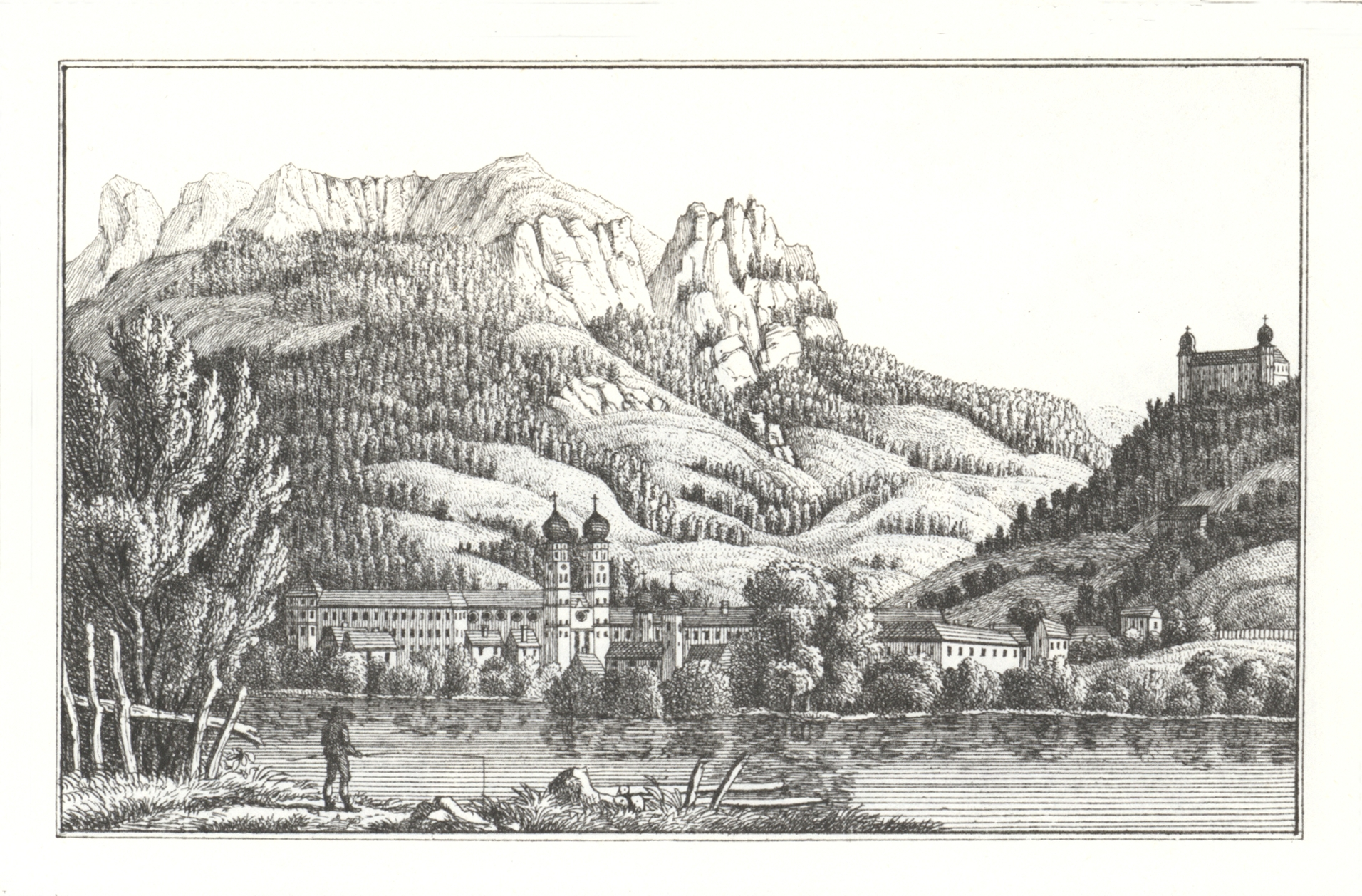
Údolí Enže s klášterem a horami, litografie J.F. Kaisera, 1825
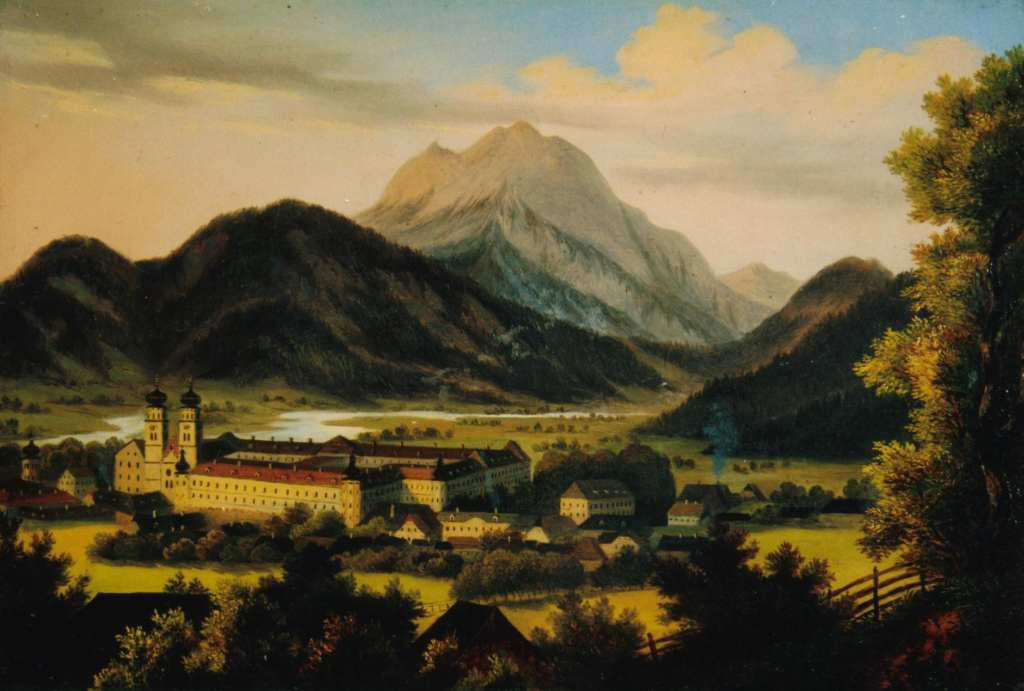
Olejomalba Antona Schiffera, 1840
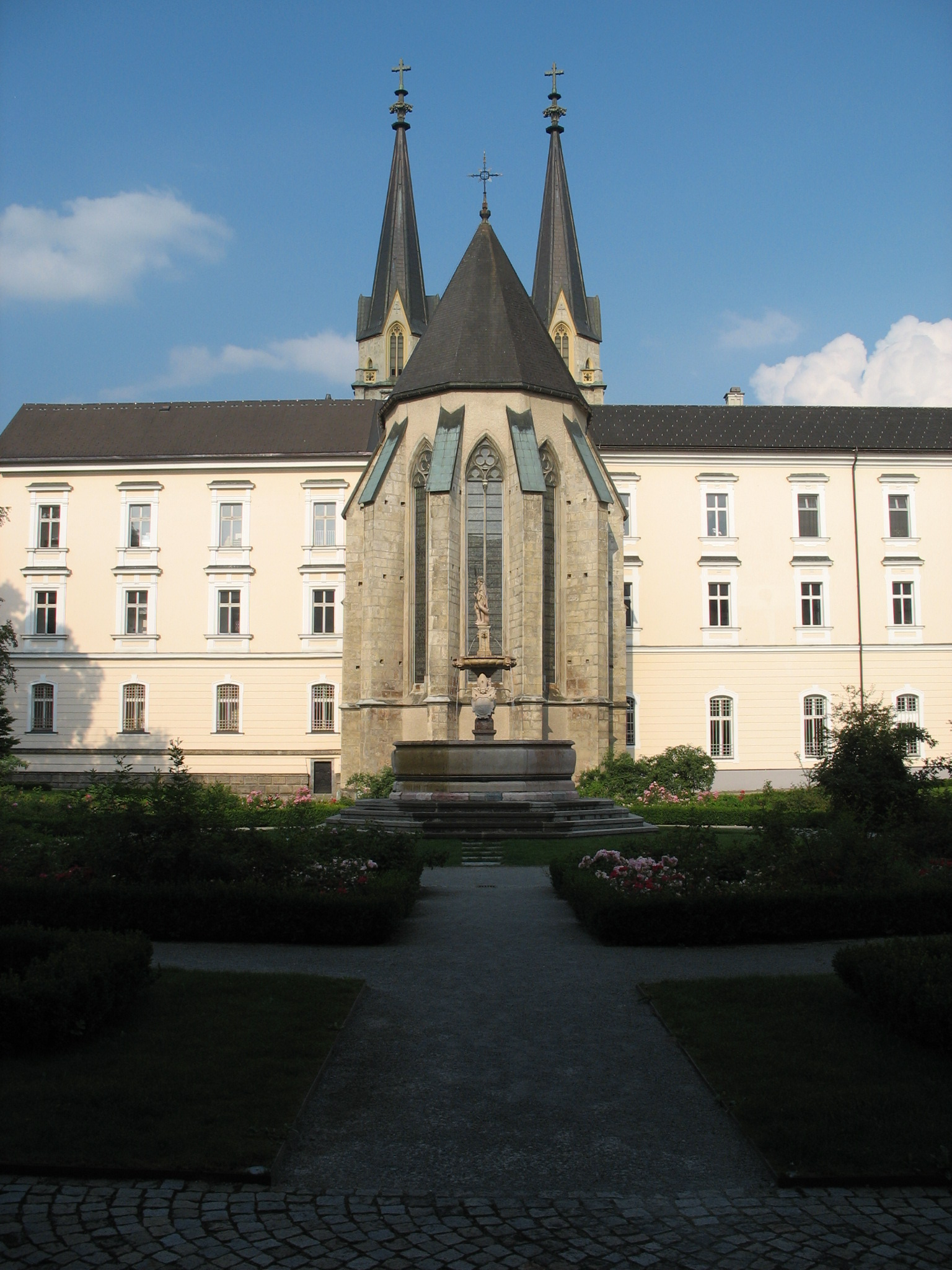
Chór baziliky, před ním Rosarium
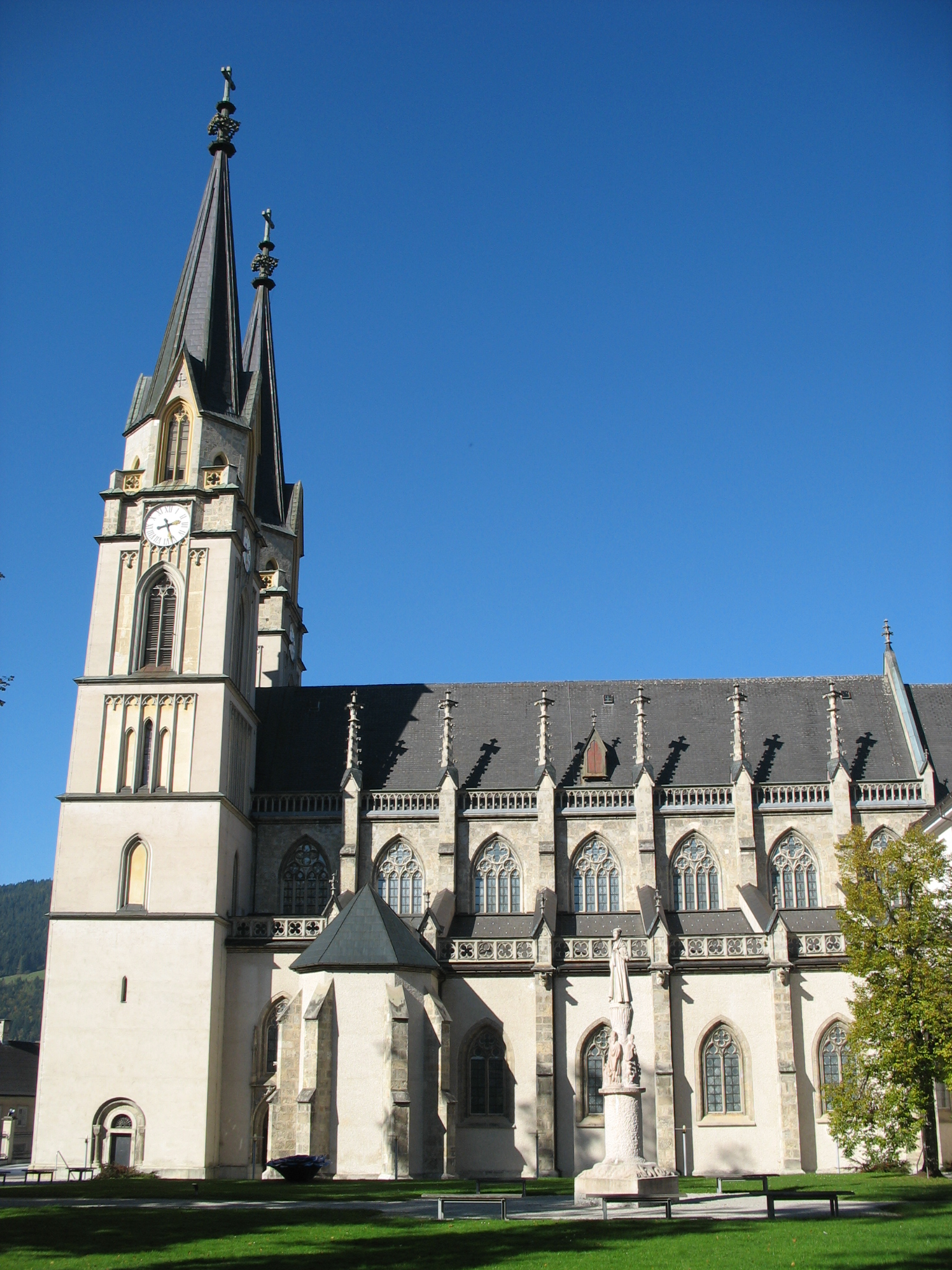
Pohled na baziliku z jihu
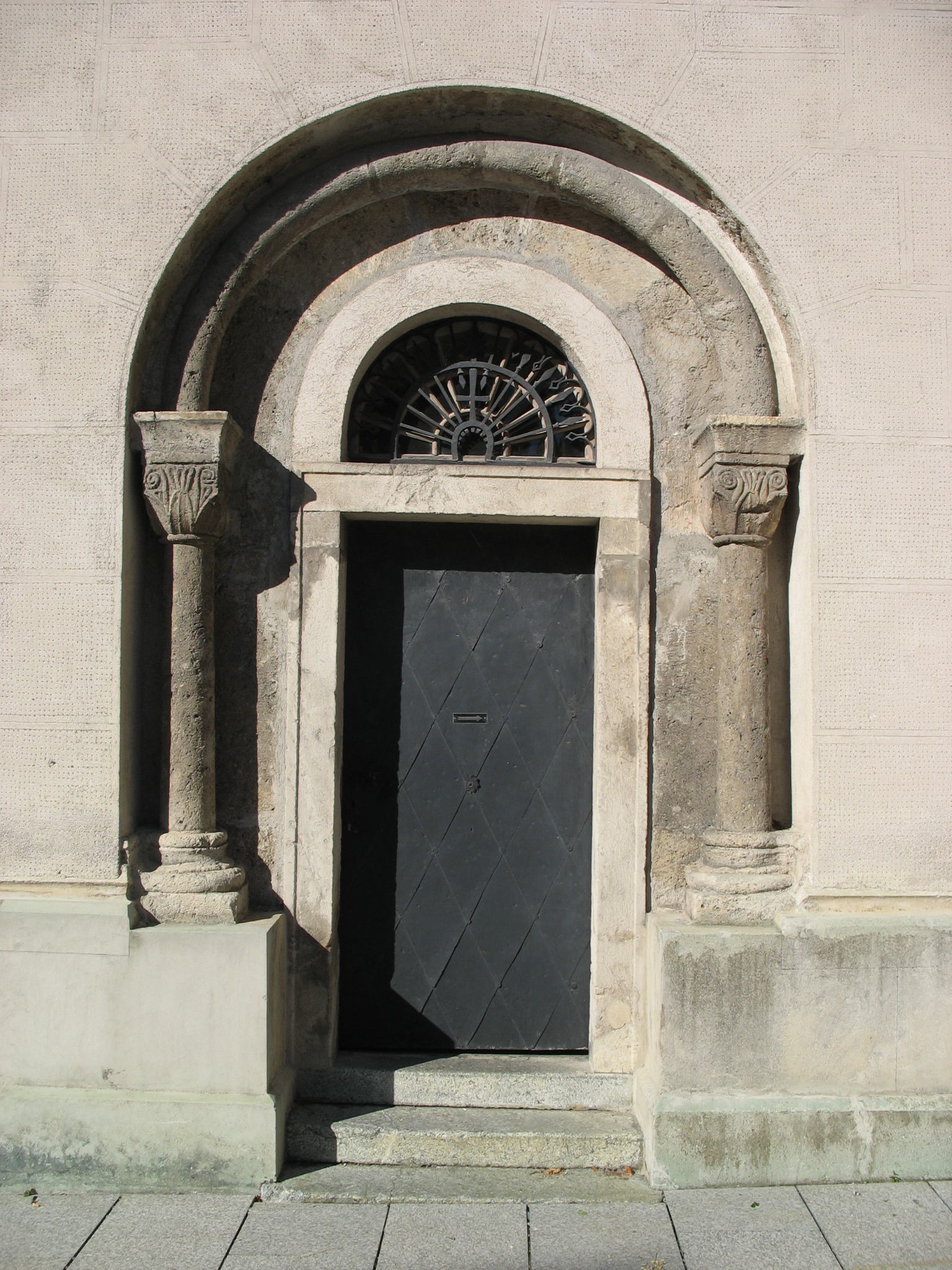
Románský portál
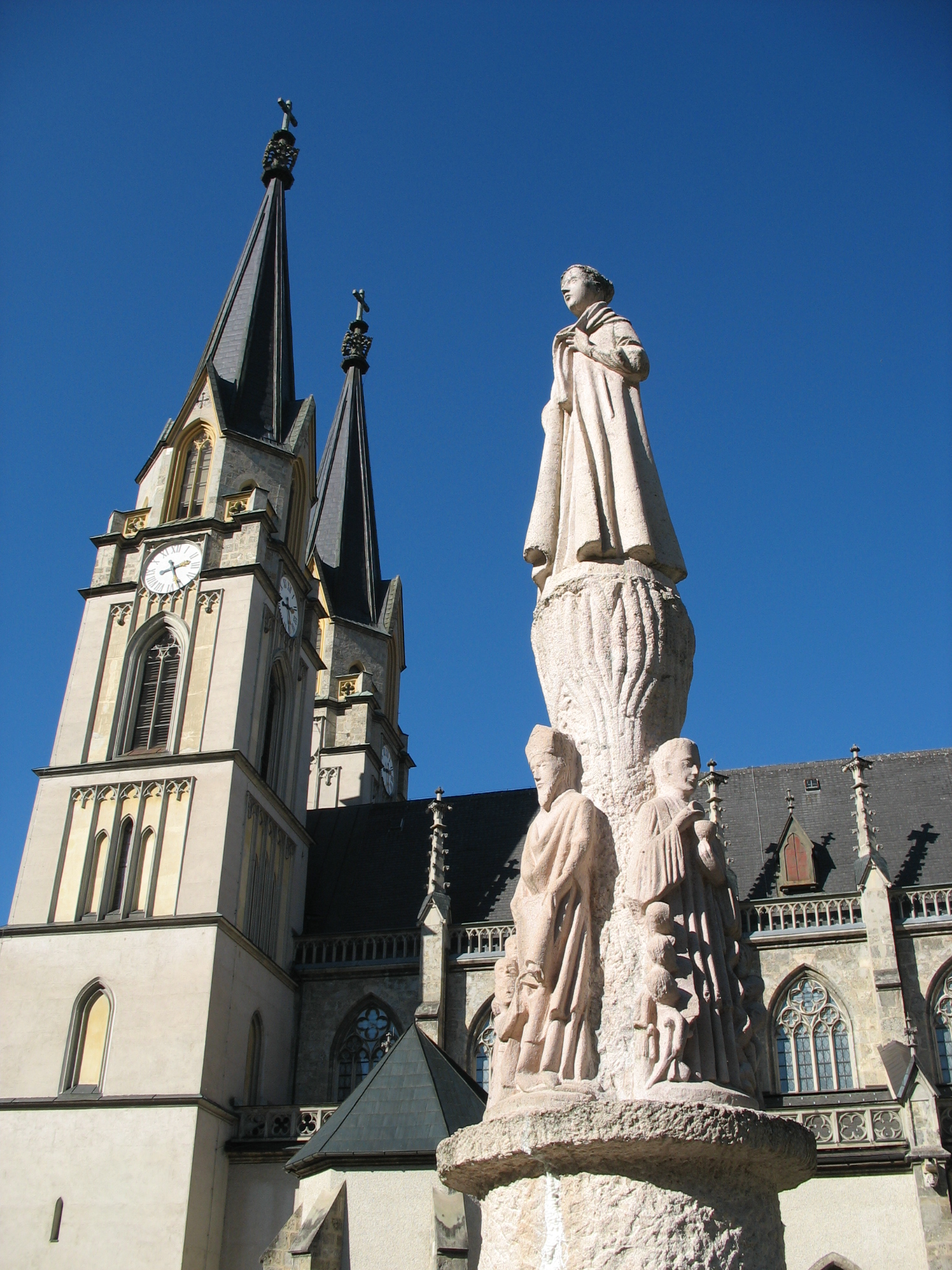
Socha svaté Hemmy z Gurku (2006)
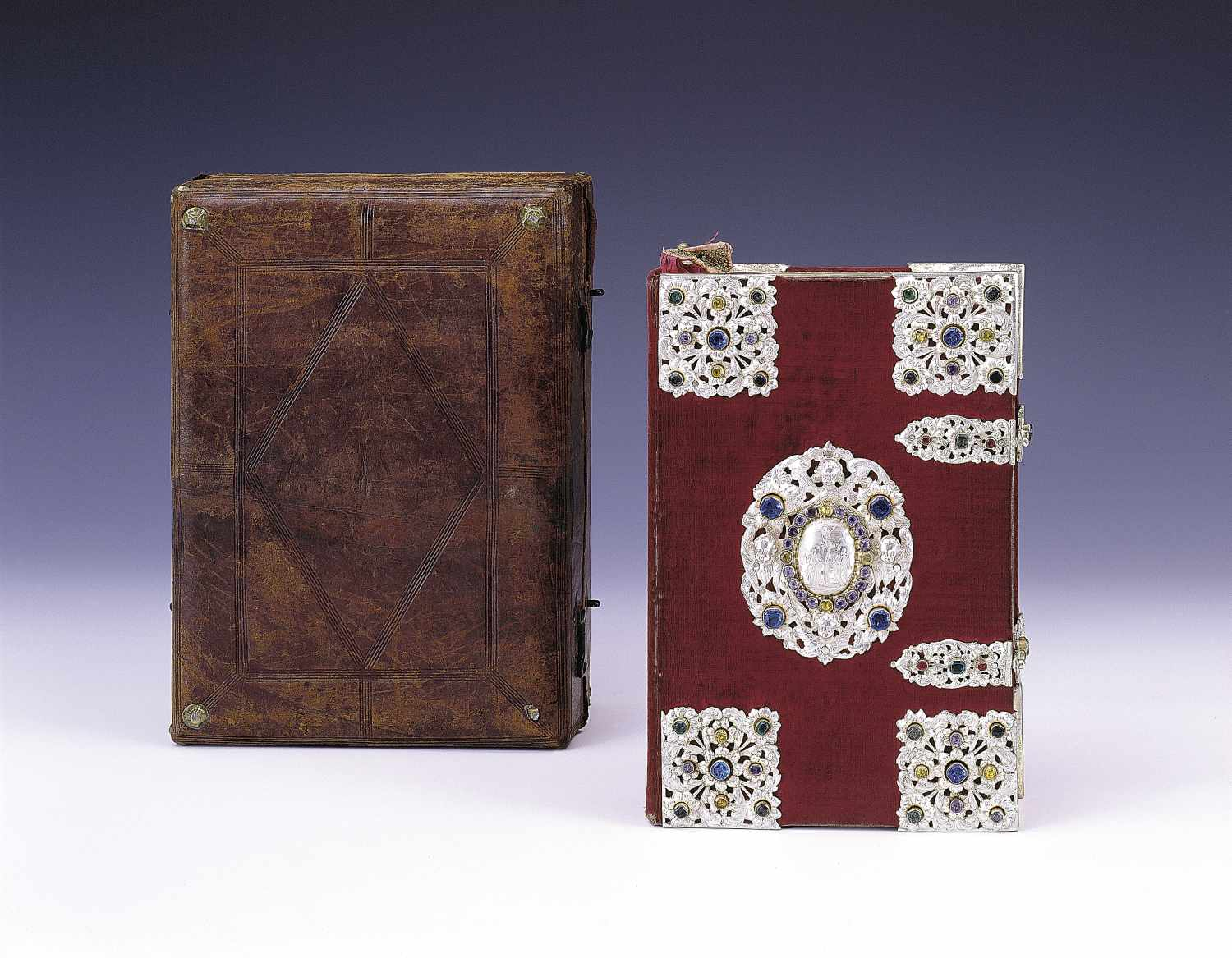
Rukopisy a staré tisky
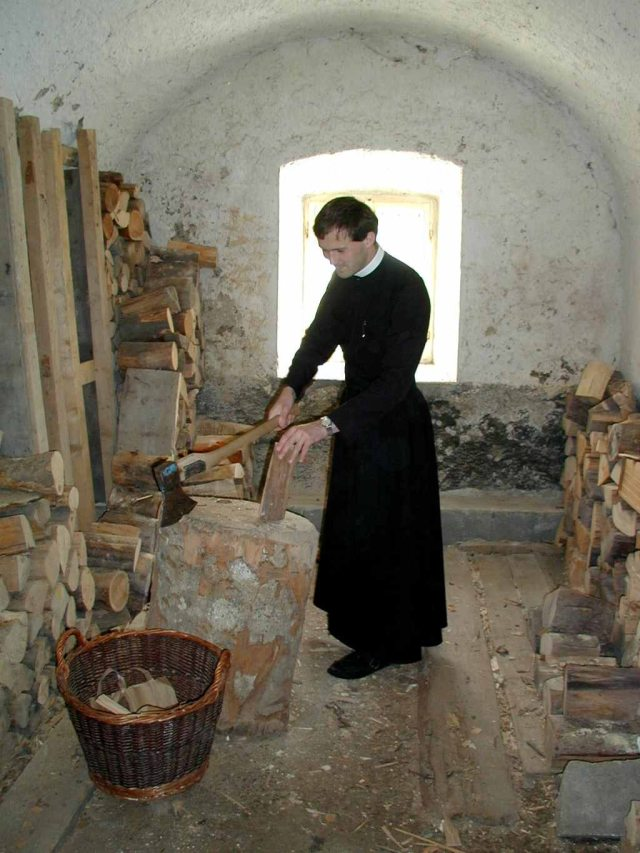
Ora et labora
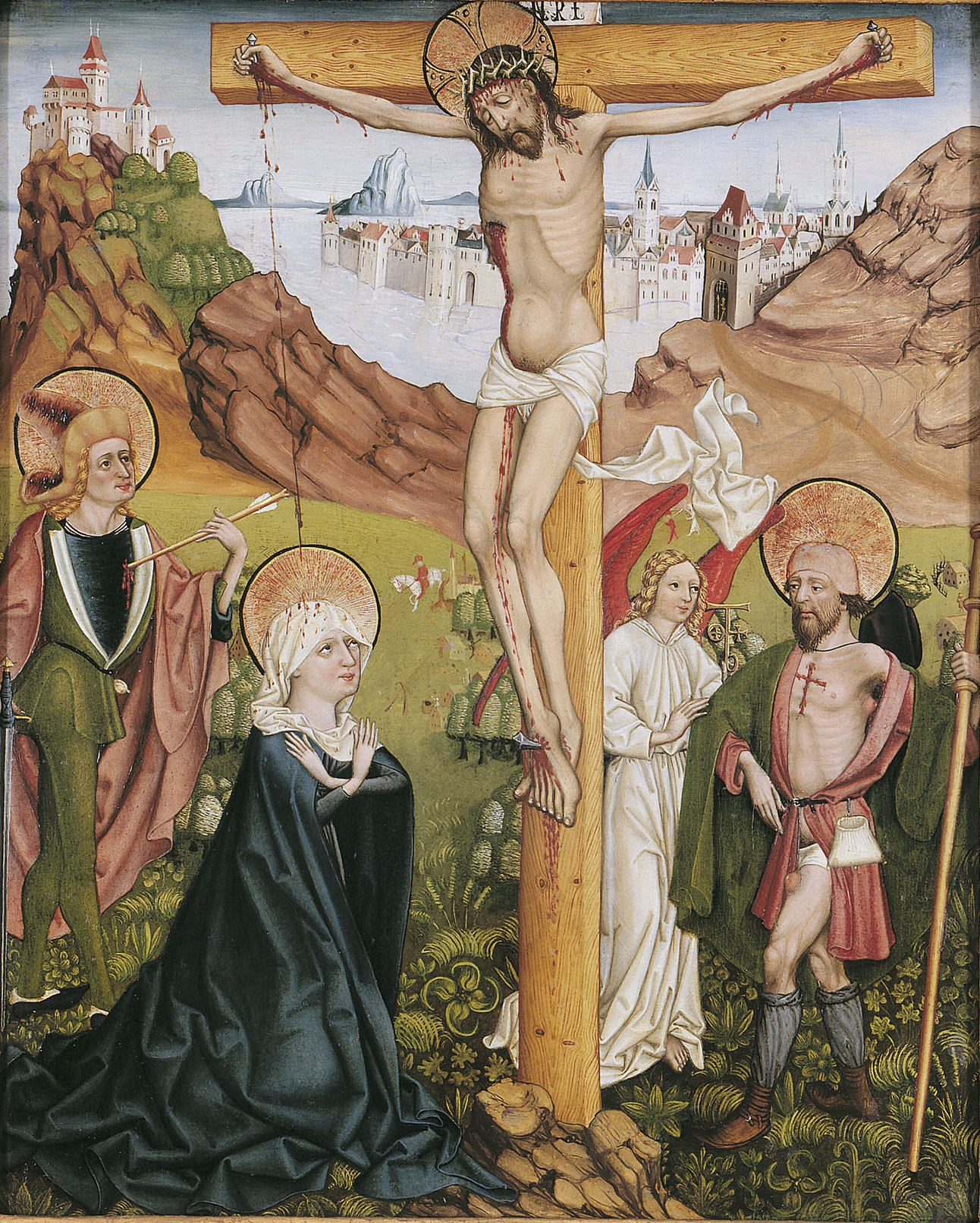
Deskový obraz Admontské Ukřižování